# شانون والش
شانون والش هي مخرجة كندية، ولدت في 1976 في لندن في كندا.

## وصلات خارجية
- شانون والش على موقع IMDb (الإنجليزية)
- شانون والش على موقع ألو سيني (الفرنسية)
- شانون والش على موقع أول موفي (الإنجليزية)
- شانون والش على موقع قاعدة بيانات الفيلم (الإنجليزية)
- شانون والش على موقع كينوبويسك (الروسية)